# Thymus neurophyllus
Thymus neurophyllus là một loài thực vật có hoa trong họ Hoa môi. Loài này được (Rech.f.) R.Morales miêu tả khoa học đầu tiên năm 1988 publ. 1989.